# Patricio Pizarro
Patricio Martín Pizarro (Castelar, 31 ottobre 2001) è un calciatore argentino, difensore dell'Almirante Brown in prestito dall'Huracán.

## Caratteristiche tecniche
È un difensore centrale.

## Carriera
Pizarro è cresciuto nel settore giovanile dell'Huracán, con cui ha firmato il primo contratto professionistico nel dicembre del 2021. Ha debuttato in prima squadra il 10 luglio 2022 nell'incontro di Primera División vinto 3-2 contro il Lanús.
Nel gennaio del 2024 è stato ceduto in prestito con diritto di riscatto all'Aucas, club della prima divisione ecuadoriana.

## Statistiche

### Presenze e reti nei club
Statistiche aggiornate al 4 aprile 2024.
| Stagione        | Squadra         | Campionato      | Campionato | Campionato | Coppe nazionali | Coppe nazionali | Coppe nazionali | Coppe continentali | Coppe continentali | Coppe continentali | Altre coppe | Altre coppe | Altre coppe | Totale | Totale | Totale |
| Stagione        | Squadra         | Comp            | Pres       | Reti       | Comp            | Pres            | Reti            | Comp               | Pres               | Reti               | Comp        | Pres        | Reti        | Pres   | Reti   |        |
| --------------- | --------------- | --------------- | ---------- | ---------- | --------------- | --------------- | --------------- | ------------------ | ------------------ | ------------------ | ----------- | ----------- | ----------- | ------ | ------ | ------ |
| 2022            | Huracán         | PD              | 14         | 0          | CA+CdL          | 0               | 0               |                    | -                  | -                  |             | -           | -           | 14     | 0      |        |
| 2023            | Huracán         | PD              | 13         | 0          | CA+CdL          | 3+2             | 0               | CL+CS              | 0+3                | 0                  |             | -           | -           | 21     | 0      |        |
| 2024            | Aucas           | A               | 0          | 0          |                 | -               | -               | CL                 | 1                  | 0                  |             | -           | -           | 1      | 0      |        |
| Totale carriera | Totale carriera | Totale carriera | 27         | 0          |                 | 5               | 0               |                    | 4                  | 0                  |             | -           | -           | 36     | 0      |        |